# Tropiduchus silvicoloa
Tropiduchus silvicoloa är en insektsart som beskrevs av Van Stalle 1984. Tropiduchus silvicoloa ingår i släktet Tropiduchus och familjen Tropiduchidae. Inga underarter finns listade i Catalogue of Life.